# 2. Sinfonie (Dvořák)

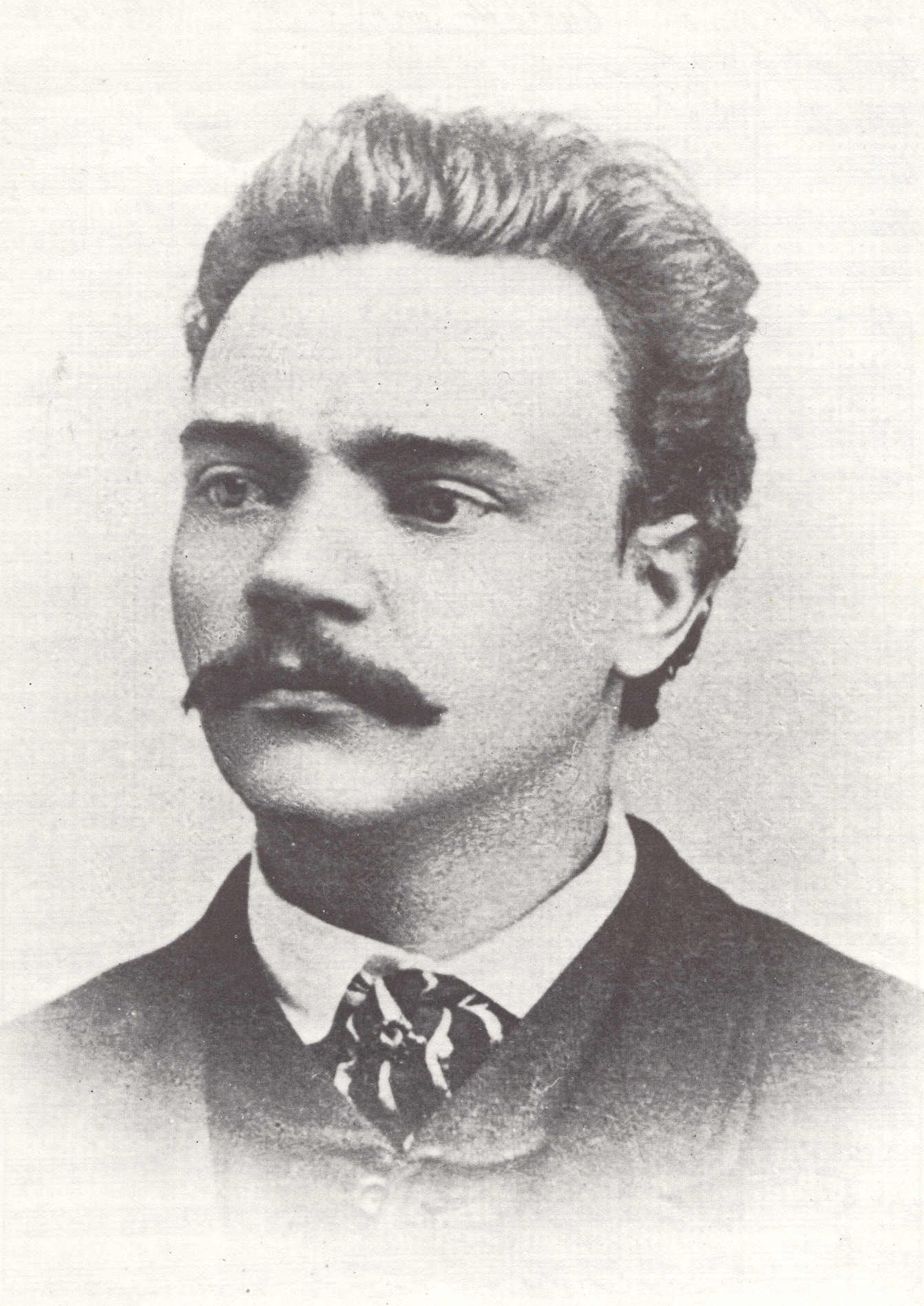
Fotografie Antonín Dvořáks aus dem Jahr 1868

Die Sinfonie Nr. 2 B-Dur op. 4 ist eine Sinfonie des böhmischen Komponisten Antonín Dvořák.

## Entstehung
„Dvořák schrieb seine 2. Sinfonie im selben Jahr 1865, in welchem auch die ‚Erste‘ entstanden war. Ein Beweis für die Leichtigkeit seines Schaffens, eine Leichtigkeit, die, wie späterhin Brahms einmal bemerkte, die Gefahr eines Mangels an kritisch die Fülle der Einfälle organisierender Kontrolle nicht ausschloß. Dieser Gefahr entging die 2. Sinfonie so wenig wie ihre Vorgängerin. Wie im Falle der 1. Sinfonie, so verlor der junge Komponist auch die Partitur der ‚Zweiten‘ aus dem Auge. Als sie in den achtziger Jahren zu seiner Überraschung wieder auftauchte, unterzog der mittlerweile berühmt gewordene Dvořák sie im Hinblick auf eine Veröffentlichung einer Revision. Sein Verleger Simrock lehnte die Übernahme jedoch ab, dennoch kam es 1888 in Prag zur erfolgreichen Uraufführung. Erst 1959 wurde die revidierte Partitur im Rahmen der Prager kritischen Gesamtausgabe der Werke Dvořáks veröffentlicht.“
Zur Entstehungszeit der Sinfonie blieb die Liebe des Komponisten zu seiner Klavierschülerin Josefina Čermáková unerwidert, deren Schwester Anna er später heiratete.

## Zur Musik

### Besetzung
2 Flöten, Piccoloflöte, 2 Oboen, 2 Klarinetten, 2 Fagotte, 4 Hörner, 2 Trompeten, 3 Posaunen, Pauke, Streicher

### 1. Satz: Allegro con moto
Der erste Satz ist mit seiner schweifenden Harmonik von einer „unendlichen Melodie“ im Sinne Richard Wagners geprägt. Dennoch lassen sich zwei Hauptthemen erkennen. Das erste beginnt zögernd in den Streichern und entwickelt sich über ein Tutti von den Pauken unterstützt zu einem bewegt fließenden Motiv. Das zweite Thema erscheint zunächst in den Holzbläsern und lässt sich im teilweise rhapsodischen sinfonischen Geschehen schwierig abgrenzen. Der Satz schließt mit einer bewegten Coda, welche das zweite Thema aufnimmt.

### 2. Satz: Poco adagio
Der zweite Satz hat notturnoartigen Charakter. Seine sanfte Instrumentierung und Melodik werden von einigen dramatischen Momenten unterbrochen. So wirkt der Satzbeginn nicht nur friedlich, sondern gleichzeitig, durch bewegte Umspielungen der Akkorde in den Streichern, bedrohlich. Anschließend fließt das Hauptthema in den Streichern breit dahin und entwickelt sich langsam. Den Celli kommt hier oft die Aufgabe der Melodiebildung zu, was typisch für Dvořák ist. Der längste Satz der Sinfonie schließt nach einigen dramatischen Ausbrüchen, zu denen auch ein fugierter Abschnitt gehört, friedlich mit einem Akkord der Holzbläser.

### 3. Satz: Scherzo, Allegro con brio
Der pastorale dritte Satz enthält Anklänge an Felix Mendelssohn Bartholdy. Es ist der untypischste Scherzo-Satz der Sinfonien Dvořáks. Die Thematik ist eher verhalten und nicht so tänzerisch-vergnügt und volkstümlich wie üblich. Das sich langsam entwickelnde Hauptthema wird schließlich doch im Orchestertutti wiederholt und mit Trompetenfanfaren zu einem optimistischen Höhepunkt geführt. Der anschließende Mittelteil enthält am ehesten volkstümliche Elemente, mit einem leichten Thema der Holzbläser.
Der Satz schließt langsam und verhalten nach der Wiederholung des Scherzo-Teils.

### 4. Satz: Finale, Allegro con fuoco
Das Finale stellt den künstlerischen Höhepunkt der Sinfonie dar. Nach Einsatz in der „falschen“ Tonart A-Dur folgt ein bewegtes Hauptthema in B-Dur. Kurz darauf stellt das Cello in erhabener Größe, begleitet von Streicherpizzicati, ein zweites gesangliches Thema vor. Im folgenden musikalischen Verlauf, der erneut nicht völlig nach Sonatensatzform verläuft, sondern häufig rhapsodische Form annimmt, wird das erste Thema bevorzugt. Es wird mannigfaltig verarbeitet. Das vorwärtsdrängende Geschehen endet in einer triumphalen Coda, welche der Sinfonie ein jubelndes Ende verleiht.

## Wirkung
Die Uraufführung erfolgte am 11. März 1888, über 20 Jahre nach ihrer Entstehung. Adolf Čech dirigierte das Orchester des Prager Nationaltheaters. Das Werk wurde weitestgehend positiv aufgenommen.
Die 2. Sinfonie gehört zu den frühen, vor allem im Verhältnis von Form und Inhalt noch nicht ganz ausgereiften Werken des Meisters. Dennoch lassen sich bereits viele typische Wesenszüge Dvořákscher Sinfonik und ein Geschick für die Meisterung der sinfonischen Form feststellen. Das Werk gehört heute zu den seltener aufgeführten Sinfonien Dvořáks und ist außerhalb Tschechiens selten auf den Spielplänen anzutreffen.